# NGC 6934
NGC 6934（Caldwell 47、Melotte 230）は、いるか座の方角に約5万光年の位置にある球状星団である。1785年9月24日にウィリアム・ハーシェルが発見した。